# The Magic Whip
The Magic Whip – ósmy album studyjny angielskiej grupy rockowej Blur, wydany 27 kwietnia 2015. Płyta zadebiutowała na 15 miejscu zestawienia OLiS.

## Lista utworów
| 1.  | „Lonesome Street”          | 4:23  |
|     |                            |       |
| 2.  | „New World Towers”         | 4:03  |
|     |                            |       |
| 3.  | „Go Out”                   | 4:41  |
|     |                            |       |
| 4.  | „Ice Cream Man”            | 3:25  |
|     |                            |       |
| 5.  | „Thought I Was a Spaceman” | 6:16  |
|     |                            |       |
| 6.  | „I Broadcast”              | 2:51  |
|     |                            |       |
| 7.  | „My Terracotta Heart”      | 4:05  |
|     |                            |       |
| 8.  | „There Are Too Many of Us” | 4:25  |
|     |                            |       |
| 9.  | „Ghost Ship”               | 4:59  |
|     |                            |       |
| 10. | „Pyongyang”                | 5:47  |
|     |                            |       |
| 11. | „Ong Ong”                  | 3:08  |
|     |                            |       |
| 12. | „Mirrorball”               | 3:39  |
|     |                            |       |
|     |                            | 51:42 |
|     |                            |       |

### Edycja japońska (bonus track)
| 13. | „Y’all Doomed” | 3:57  |
|     |                |       |
|     |                | 03:57 |
|     |                |       |

## Certyfikaty i sprzedaż
| Kraj                  | Certyfikat  | Sprzedaż |
| --------------------- | ----------- | -------- |
| Wielka Brytania (BPI) | złota płyta | 100 000+ |